# Lygromma chamberlini
Espèce
Lygromma chamberlini est une espèce d'araignées aranéomorphes de la famille des Prodidomidae.

## Distribution
Cette espèce se rencontre au Panama, en Colombie, à Cuba et à Hispaniola.

## Description
Le mâle holotype mesure 2,70 mm et la femelle paratype 3,00 mm.
Les mâles mesurent de 2,39 à 3,49 mm et les femelles 3,10 mm en moyenne.

## Systématique et taxinomie
Cette espèce a été décrite par Gertsch en 1941.

## Publication originale
- Gertsch, 1941 : « Report on some arachnids from Barro Colorado Island, Canal Zone. » American Museum novitates, no 1146, p. 1-14 (texte intégral).